# Braziliaanse slangenhalsschildpad
De Braziliaanse slangenhalsschildpad (Hydromedusa maximiliani) is een schildpad uit de familie slangenhalsschildpadden (Chelidae).

## Naam en indeling
De wetenschappelijke naam van de soort werd voor het eerst voorgesteld door Johann Christian Mikan in 1825. Oorspronkelijk werd de wetenschappelijke naam Emys maximiliani gebruikt en later werd de soort tot het geslacht van de Australische slangenhalsschildpadden (Chelodina) gerekend. De soortaanduiding maximiliani is een eerbetoon aan de Duitse natuuronderzoeker Maximilian zu Wied-Neuwied (1782 - 1867).

## Uiterlijke kenmerken
De enige andere soort uit het geslacht Hydromedusa is de Argentijnse slangenhalsschildpad (Hydromedusa tectifera), die een veel bultiger schild heeft, deze soort heeft een glad schild. Beide soorten hebben een zeer lange, slangachtige nek die even lang is als het schild. De nek kan niet worden teruggetrokken maar wordt onder de schildrand gevouwen bij gevaar. De kop is relatief klein en heeft een wat uitstekende snuitpunt. De bovenzijde van de kop heeft een grijze tot bruine kleur, de onderzijde heeft een meer gele kleur. De poten zijn voorzien van zwemvliezen, iedere poot draagt vier klauwen.
De schildpad kan een schildlengte bereiken van ongeveer 21 centimeter. Het schild heeft een ovale vorm, de kleur van het rugschild is donkerbruin tot donkergrijs. Op ieder wervelschild is aan de voorzijde een opstaande rand aanwezig, zodat een onregelmatige opstaande kiel gevormd wordt. Deze wordt kleiner naarmate het dier ouder wordt. Het buikschild is geel van kleur, evenals de verbindingsbruggen met het rugschild. Ook de onderzijde van de marginaalschilden heeft een gele kleur. De plastronformule is als volgt: intergul > an >< fem > pect >< hum >< gul > abd.
Mannetjes zijn van vrouwtjes te onderscheiden door een langere en dikkere staart en een iets holler buikschild.

## Levenswijze
De schildpad is voornamelijk carnivoor en eet kreeftachtigen, wormen, insecten en andere geleedpotigen, amfibieën en vissen maar ook plantendelen vormen een deel van het menu. De lange nek is waarschijnlijk een aanpassing op snelle, wendbare prooidieren. Belangrijke vijanden van de schildpad zijn poema's, jaguars, wasberen, neusberen en otters.
De vrouwtjes zetten van december tot januari eieren af in de bodem. De eieren zijn ongeveer 40 millimeter lang en 25 mm breed. De eieren komen uit van september tot oktober, de incubatietijd kan oplopen tot ongeveer tien maanden. Als de juvenielen uit het ei kruipen zijn ze relatief groot en hebben een schildlengte van ongeveer vijftig mm.

## Verspreiding en habitat
De Braziliaanse slangenhalsschildpad komt voor in delen van Zuid-Amerika en leeft endemisch in uiterst oostelijk Brazilië. De soort is hier te vinden in de deelstaten Bahia, Minas Gerais, Espirito Santo, Rio de Janeiro en Sao Paulo. De habitat bestaat uit lager gelegen bergbossen. De soort is sterk aan water gebonden hoewel er wel wordt gezond. De habitat bestaat uit hoger gelegen gebieden en de schildpad wordt meestal aangetroffen in ondiepe, heldere wateren als rivieren, meren en moerassen met een rotsige bodem. Er zijn echter ook wel exemplaren in diepere wateren met een zachte bodem bekend.

## Beschermingsstatus
Door de internationale natuurbeschermingsorganisatie IUCN is de beschermingsstatus 'kwetsbaar' toegewezen (Vulnerable of VU).